# YOSAKOI

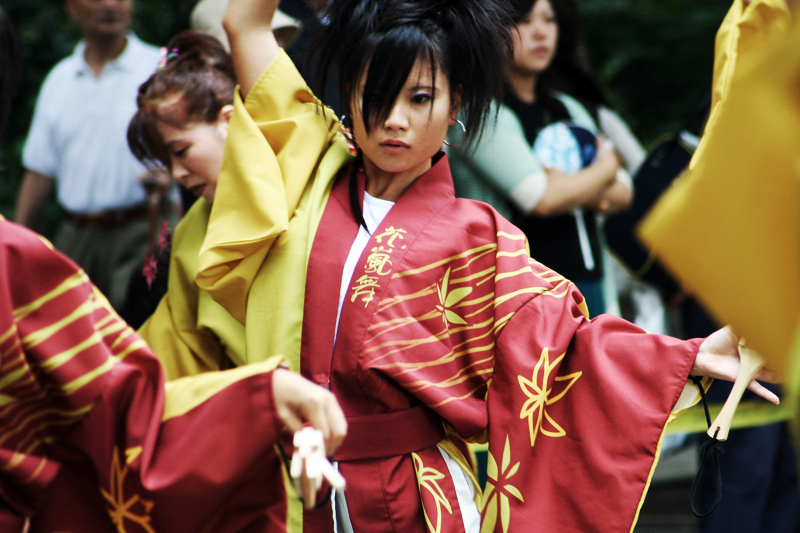
2006年・原宿

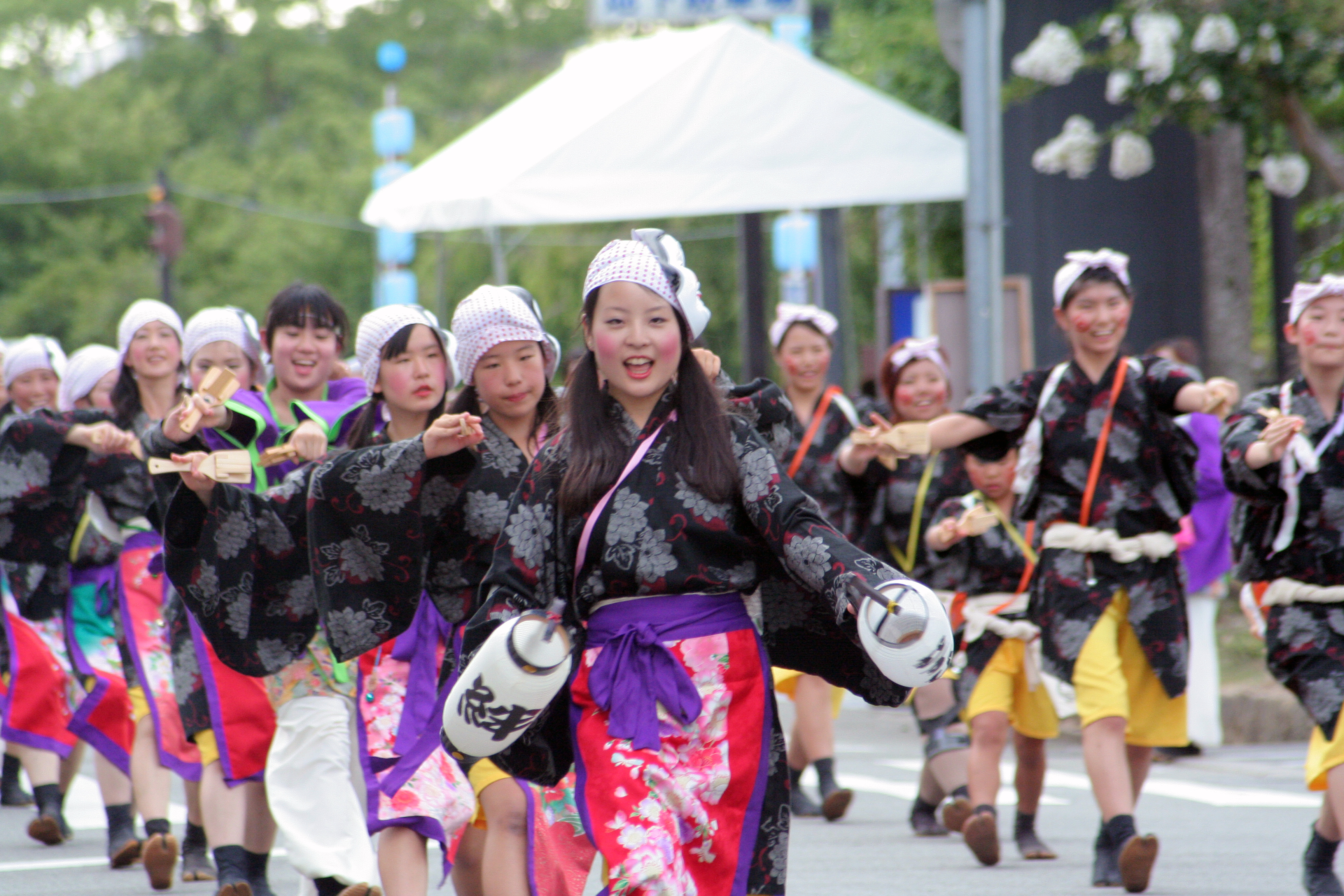
2012年・姫路

YOSAKOI（よさこい）は、高知県のよさこい祭りから派生した、踊りを主体とする日本の祭の一形態である。1990年代に北海道札幌市のYOSAKOIソーラン祭りが成功したことにより、そのノウハウをもとに2000年代にかけて阿波踊りの徳島県とエイサーの沖縄県以外の全国各地に広がった。

## 沿革
- 1950年（昭和25年）、南国高知産業大博覧会（高知市）において「よさこい踊り」が披露された。
- 1954年（昭和29年）、高知市において第1回「よさこい祭り」開催。
- 1992年（平成4年）、札幌市において第1回「YOSAKOIソーラン祭り」開催。
- 1999年（平成11年）、高知市「よさこい祭り」で第1回「よさこい全国大会」開催。
- 2011年（平成23年）、東日本大震災を機に、全国組織の「YOSAKOI! JAPAN連絡協議会」発足[1]。

## 特徴
「よさこい系」「YOSAKOI系」の祭は、以下のようなフォーマットを踏襲している。
- 鳴り物：手に鳴子（なるこ）などを持って、鳴らしながら踊る。
- 曲：地元の伝統民謡、又はご当地ソングを5分程度にアレンジ（ジャズダンス・ディスコ・ヒップホップ風が多い）した曲に合わせて踊る。
- 衣装：おもに和風にアレンジされたデザインのチームオリジナルの衣装を着る。曲中の演出として連続早着替え（衣装チェンジ）等の工夫を凝らす団体も存在する。
- 化粧：歌舞伎・日本舞踊・バレエ・等の舞台化粧や、そのアレンジ、フェースペインティング、等、各自で工夫する。
- 演舞：各チームごとに独特の振り付け（ステージ形式、パレード形式）を織り交ぜた集団での踊り。

この他については、各地域ごとにルールは異なっている。
装置集約型の七夕祭り等は開催する商店街の出費が多いが、YOSAKOI祭りは踊りを主体とした参加者集約型の祭りであるため、主催者側の持ち出しが少ないわりに規模拡大や集客効果が期待出来、短期間に各地に広がった。ただし、踊りに参加する各団体は、練習場代・衣装費・移動費などを自ら出費した上で参加費用を払っており、祭りの主催者の受益と参加者の出費とのバランスの悪さがしばしば問題になる。特に、グッズ販売や参加料の徴収など、主催者側の商業的な面が強い祭りに対しては批判も少なくなく、公益的な祭りを謳っていながら会計が不透明である等の批判を受けている祭りも見受けられる。
その他、地域本来の伝統文化とは無縁に組織されることもあり、祭りというよりも実質的には創作ダンスのコンテストとなってしまっているものもある。また、自由にアレンジできる反面、安易に曲の引用をするために、著作権侵害の問題も発生している。また、一部では全国的に「YOSAKOI」が爆発的に増えたがために、よさこいそのものが飽きられる傾向が見られる。「静岡おだっくい祭り」等のようにイベントそのものが終了したり、各地のよさこいチームが解散も増加し、よさこいが衰退、凋落を辿って淘汰される傾向もある。札幌市の「YOSAKOIソーラン祭り」等では前述の金銭的な問題に加え、開催地の地元住民からも参加者のマナーの悪さや騒音問題、そもそも北海道と無縁の「よさこい」が開催されること等に対して批判的な声が上がっている。
2020年以降は、前年より続いている新型コロナウイルスの世界的な感染拡大の影響を受け、各地のイベントの開催中止が相次いだ他、「浜松がんこ祭」等イベント自体の終了やよさこいチームが解散に追い込まれるケースも現出している。

## 主なよさこい祭りの規模
2010年度の実績。ただし、YOSAKOIさせぼ祭り、泉州よさこい、ドリーム夜さ来い、については2010年10月13日現在で未開催のため、エントリー数。
| 都市     | 名称                            | 参加 団体数 | 踊り手 総数 （人） | 観客数 （万人） | 開催 日数 | 開始年 | 典拠   |
| -------- | ------------------------------- | ----------- | ------------------ | --------------- | --------- | ------ | ------ |
| 高知市   | よさこい祭り                    | 191チーム   | 19,000             |                 | 4日間     | 1954年 | [ 4 ]  |
| 札幌市   | YOSAKOIソーラン祭り             | 304チーム   | 30,000             | 218             | 5日間     | 1992年 | [ 5 ]  |
| 仙台市   | みちのくYOSAKOIまつり           | 190チーム   | 10,000             | 47              | 2日間     | 1998年 | [ 6 ]  |
| 坂戸市   | 坂戸よさこい                    | 113チーム   |                    |                 | 3日間     | 2001年 | [ 7 ]  |
| 東京都   | 東京よさこい                    | 113チーム   |                    |                 | 2日間     | 2000年 | [ 8 ]  |
| 東京都   | ドリーム夜さ来い                | 102チーム   | 7,000              | 50              | 2日間     | 2002年 | [ 9 ]  |
| 浜松市   | がんこ祭・浜松よさこい          | 124チーム   |                    |                 | 2日間     | 2001年 | [ 10 ] |
| 名古屋市 | にっぽんど真ん中祭り            | 221チーム   | 23,000             | 210             | 3日間     | 1999年 | [ 11 ] |
| 瑞浪市   | バサラカーニバル                | 275チーム   | 10,000             |                 | 2日間     | 2004年 | [ 12 ] |
| 京都市   | 京都さくらよさこい              | 124チーム   |                    | 20              | 2日間     | 2005年 | [ 13 ] |
| 大阪市   | こいや祭り                      | 117チーム   |                    |                 | 3日間     | 2000年 | [ 14 ] |
| 泉佐野市 | 泉州よさこい ゑぇじゃないか祭り | 103チーム   |                    |                 | 1日間     | 2004年 | [ 15 ] |
| 神戸市   | 神戸よさこいまつり              | 126チーム   |                    |                 | 3日間     | 2002年 | [ 16 ] |
| 岡山市   | うらじゃ                        | 142チーム   | 6,800              | 55              | 2日間     | 1994年 | [ 17 ] |
| 福岡市   | ふくこいアジア祭り              | 101チーム   |                    | 60              | 2日間     | 2000年 | [ 18 ] |
| 佐世保市 | YOSAKOIさせぼ祭り               | 202チーム   |                    |                 | 3日間     | 1997年 | [ 19 ] |

## よさこい祭り一覧
日本には大小約200以上のYOSAKOIがある。
| 時期                      | 祭りの名前                           | 開催場所                                                 | 備考                                                                                        |
| ------------------------- | ------------------------------------ | -------------------------------------------------------- | ------------------------------------------------------------------------------------------- |
| 06月中旬                  | YOSAKOIソーラン祭り                  | 北海道札幌市                                             | ソーラン節                                                                                  |
| 05月上旬                  | AOMORI春フェスティバル               | 青森県青森市                                             | 青森ねぶた・YOSAKOI・サンバ                                                                 |
| 05月下旬                  | YOSAKOIさんさ                        | 岩手県盛岡市                                             | 東北地方または参加チームの地元民謡                                                          |
| 06月下旬                  | ヤートセ秋田祭                       | 秋田県秋田市                                             | 秋田音頭、東北地方または参加チームの地元民謡                                                |
| 06月下旬                  | よさこい津軽                         | 青森県弘前市                                             |                                                                                             |
| 07月下旬                  | YOSAKOIソーランジュニア東日本大会    | 福島県天栄村                                             | ソーラン節                                                                                  |
| 07月下旬                  | 花笠YOSAKOIまつり                    | 山形県尾花沢市                                           |                                                                                             |
| 07月下旬                  | 柳町ヨサコイ祭り                     | 秋田県能代市                                             | 秋田音頭、東北地方または参加チームの地元民謡                                                |
| 07月下旬                  | 大館ハチ公ヤートセ                   | 秋田県大館市                                             | 秋田音頭、東北地方または参加チームの地元民謡                                                |
| 07月下旬                  | 大館ハチ公よさこい                   | 秋田県大館市                                             | 秋田音頭、東北地方または参加チームの地元民謡                                                |
| 08月下旬                  | かがり火よさこい                     | 秋田県秋田市                                             | 秋田音頭、東北地方または参加チームの地元民謡                                                |
| 08月下旬                  | 徳内祭                               | 山形県村山市                                             | 徳内ばやし - 探検家である最上徳内が縁の友好都市、厚岸町の厚岸囃子を取り入れアレンジしている |
| 09月中旬                  | うつくしまyosakoi祭り                | 福島県                                                   | 会津磐梯山                                                                                  |
| 09月中旬                  | 奥州Yosakoi in みずさわ              | 岩手県奥州市                                             |                                                                                             |
| 09月下旬                  | あきたYOSAKOIキッズ祭                | 秋田県横手市                                             | 秋田音頭                                                                                    |
| 09月下旬                  | とわだYOSAKOI夢まつり                | 青森県十和田市                                           | 東北地方または参加チームの地元民謡                                                          |
| 10月上旬                  | みちのくYOSAKOIまつり                | 宮城県仙台市                                             | 東北地方または参加チームの地元民謡                                                          |
| 11月中旬または下旬        | はちのへYOSAKOIまつり                | 青森県八戸市                                             |                                                                                             |
| 03月下旬                  | YOSAKOIかぬまフェスティバル          | 栃木県鹿沼市                                             |                                                                                             |
| 05月中旬                  | 常陸国YOSAKOI                        | 大子町ほか                                               |                                                                                             |
| 08月上旬                  | かみす舞っちゃげ祭り                 | 茨城県神栖市                                             |                                                                                             |
| 08月上旬                  | 桐生八木節まつり                     | 群馬県桐生市                                             | 八木節                                                                                      |
| 09月中旬                  | 日光よさこい祭り                     | 栃木県日光市                                             |                                                                                             |
| 10月中旬                  | だんべえ踊り                         | 群馬県前橋市                                             | 前橋音頭 - 前橋まつりの構成要素のひとつ                                                     |
| 10月下旬                  | 高崎雷舞フェスティバル               | 群馬県高崎市                                             | 鳴子ではなく、高崎名物ダルマをモチーフにした「だるこ」を持つ                                |
| 04月中旬                  | かわさき楽大師まつり                 | 神奈川県川崎市                                           |                                                                                             |
| 05月下旬                  | 湘南よさこい祭り                     | 神奈川県平塚市                                           |                                                                                             |
| 07月中旬                  | よさこい祭り in 光が丘公園           | 東京都練馬区                                             |                                                                                             |
| 07月下旬                  | 浦和よさこい                         | 埼玉県さいたま市南区                                     |                                                                                             |
| 07月下旬?8月上旬          | スーパー“ROCK”よさこい祭             | 東京都台東区                                             |                                                                                             |
| 08月上旬                  | 彩夏祭 関八州よさこいフェスタ        | 埼玉県朝霞市                                             |                                                                                             |
| 08月中旬                  | ハマこい踊り                         | 神奈川県横浜市                                           | ヨコハマカーニバルの構成要素のひとつ                                                        |
| 08月下旬                  | 原宿表参道元氣祭り・スーパーよさこい | 東京都渋谷区                                             |                                                                                             |
| 08月下旬                  | 坂戸よさこい                         | 埼玉県坂戸市                                             | 2015年からは10月に開催変更                                                                  |
| 09月中旬                  | ODAWARAえっさホイおどり              | 神奈川県小田原市                                         | おさるのかごや                                                                              |
| 09月中旬                  | 相模原よさこいRANBU                  | 神奈川県相模原市                                         |                                                                                             |
| 09月中旬                  | YOSAKOIかまがや                      | 千葉県鎌ケ谷市                                           |                                                                                             |
| 10月上旬                  | 黒潮よさこい祭り                     | 千葉県銚子市                                             |                                                                                             |
| 10月上旬                  | ISEHARAソーレパレード                | 神奈川県伊勢原市                                         |                                                                                             |
| 10月上旬                  | 東京よさこいコンテスト@ふくろまつり  | 東京都豊島区                                             |                                                                                             |
| 10月上旬                  | 坂戸よさこい                         | 埼玉県坂戸市                                             |                                                                                             |
| 10月中旬                  | えびな“彩”festa                      | 神奈川県海老名市                                         |                                                                                             |
| 10月中旬?10月下旬         | かずさYOSAKOI木更津舞尊              | 千葉県木更津市                                           | 2014年は5月11日に開催された                                                                 |
| 10月下旬                  | 関東YOSAKOIそーなん祭                | 埼玉県深谷市                                             | 埼玉北部の方言「そーなん」を「ソーラン」と掛けている                                        |
| 11月上旬                  | 踊るん♪よさこい                      | 埼玉県草加市                                             | 「ふささら祭り」の構成要素のひとつ                                                          |
| 03月中旬                  | 浜松がんこ祭                         | 静岡県浜松市                                             |                                                                                             |
| 04月下旬                  | あっぱれ富士                         | 静岡県富士市                                             |                                                                                             |
| 05月上旬                  | NAGANO善光寺よさこい                 | 長野県長野市                                             |                                                                                             |
| 05月下旬                  | よさこいINおいでん祭                 | 愛知県豊川市                                             | 「おいでん祭」の構成要素のひとつ                                                            |
| 06月上旬                  | 能登よさこい祭り                     | 石川県七尾市                                             |                                                                                             |
| 06月上旬                  | 犬山踊芸祭                           | 愛知県犬山市                                             |                                                                                             |
| 06月中旬                  | 南アルプスよさこい祭り               | 山梨県南アルプス市                                       |                                                                                             |
| 07月下旬                  | 潮風よさこい                         | 東伊豆町稲取温泉                                         |                                                                                             |
| 08月上旬                  | YOSAKOI安曇野                        | 長野県安曇野市                                           |                                                                                             |
| 08月上旬                  | よさこいとやま                       | 富山県富山市                                             | 「富山まつり」の構成要素のひとつ                                                            |
| 08月上旬                  | YOSAKOIイッチョライ                  | 福井県福井市                                             | イッチョライ節（福井音頭） - 「福井フェニックスまつり」の構成要素のひとつ                   |
| 08月下旬                  | にっぽんど真ん中祭り                 | 愛知県名古屋市                                           | Sutotoco（総踊り、又は参加チームの地元民謡）                                                |
| 09月下旬                  | 静岡おだっくい祭り                   | 静岡県静岡市                                             | おだっくいSANKA                                                                             |
| 09月下旬                  | 諏訪湖よさこい                       | 長野県岡谷市、長野県諏訪市、長野県下諏訪町               |                                                                                             |
| 10月上旬                  | 安濃津よさこい                       | 三重県津市                                               | 「津まつり」にて同時に行われるイベントのひとつ 参加チームの地元民謡                         |
| 11月上旬                  | よさこい東海道                       | 静岡県沼津市                                             |                                                                                             |
| 04月初旬                  | 京都さくらよさこい                   | 京都府京都市                                             |                                                                                             |
| 04月下旬                  | 大阪ベイエリア祭 Worldあぽろん       | 大阪府大阪市                                             |                                                                                             |
| 05月上旬                  | 踊っこまつり                         | 兵庫県加古川市、兵庫県高砂市、兵庫県稲美町、兵庫県播磨町 |                                                                                             |
| 05月上旬                  | みやこ姫よさこい祭り                 | 和歌山県御坊市                                           |                                                                                             |
| 08月上旬                  | ひめじ良さ恋まつり                   | 兵庫県姫路市                                             |                                                                                             |
| 08月下旬                  | 長浜あざいあっぱれ祭り               | 滋賀県長浜市                                             | 旧浅井町                                                                                    |
| 08月下旬                  | おどるんや?紀州よさこい祭り?         | 和歌山県和歌山市                                         |                                                                                             |
| 08月下旬                  | バサラ祭り                           | 奈良県奈良市                                             |                                                                                             |
| 09月中旬                  | こいや祭り                           | 大阪府大阪市                                             |                                                                                             |
| 09月下旬                  | 神戸よさこいまつり                   | 兵庫県神戸市                                             |                                                                                             |
| 10月上旬                  | 紀州弁慶よさこい踊り                 | 和歌山県田辺市                                           | 「弁慶まつり」の構成要素のひとつ                                                            |
| 10月中旬                  | えゑじゃないか祭                     | 大阪府泉佐野市                                           |                                                                                             |
| 11月上旬                  | 赤穂でぇしょん祭り                   | 兵庫県赤穂市                                             |                                                                                             |
| 11月中旬                  | 龍馬よさこい                         | 京都府京都市                                             |                                                                                             |
| 05月上旬                  | きんさいYOSAKOI                      | 広島県広島市                                             | 花ぐるま又は広島音頭 - 「ひろしまフラワーフェスティバル」の構成要素のひとつ                 |
| 08月上旬                  | うらじゃ                             | 岡山県岡山市                                             | 厳密に言うとよさこい系ではないが、パレードや演舞などはよさこい形式を踏襲する。              |
| 08月下旬                  | 関門よさこい大会                     | 福岡県北九州市、山口県下関市                             | 「馬関まつり」の構成要素のひとつ。                                                          |
| 10月上旬                  | よさこいぶち楽市民祭                 | 山口県周南市                                             | 「徳山のんた祭」の構成要素のひとつ                                                          |
| 08月上旬                  | 土佐山田まつり                       | 高知県香美市                                             | よさこい鳴子踊り                                                                            |
| 08月9日・10日・11日・12日 | よさこい祭り                         | 高知県高知市                                             |                                                                                             |
| 08月下旬                  | えひめYOSAKOI祭り                    | 愛媛県大洲市                                             |                                                                                             |
| 10月中旬                  | YOSAKOI高松祭り                      | 香川県高松市                                             |                                                                                             |
| 05月上旬                  | 黒崎よさこい祭り                     | 福岡県北九州市                                           |                                                                                             |
| 08月上旬                  | わっしょいYOSAKOI北九州              | 福岡県北九州市                                           | 「わっしょい百万夏まつり」の構成要素のひとつ                                                |
| 08月下旬                  | 関門よさこい大会                     | 福岡県北九州市                                           | 関門海峡を挟んで山口県下関市との2会場で開催                                                 |
| 11月中旬                  | ふくこいアジア祭り                   | 福岡県福岡市                                             |                                                                                             |
| 10月上旬                  | YOSAKOIかすや祭り                    | 福岡県粕屋町                                             |                                                                                             |
| 10月下旬                  | YOSAKOIさせぼ祭り                    | 長崎県佐世保市                                           |                                                                                             |
|                           | SURABAYA YOSAKOI FESTIVAL            | インドネシア・スラバヤ                                   |                                                                                             |